# Kajsa Ernst
Anna-Karin Linnéa Ernst (født 4. august 1962), bedre kendt som Kajsa Ernst, er en svensk skuespillerinde. Hun begyndte at spille skuespil som 16-årig og studerede senere på Teaterhögskolan i Malmö.
Ernst vandt i 2005 en Guldbagge for bedste kvindelige birolle i filmen Tilbage til Dalarna (2004), der er instrueret af Maria Blom.

## Privatliv
Kajsa Ernst var gift med skuespilleren Göran Stangertz fra 2009 og frem til hans død i 2012.

## Udvalgt filmografi
- En dag i taget (tv-serie, 1999)
- Julemanden (1999)
- Beck (tv-serie, 2001)
- Miffo (2003)
- Tilbage til Dalarna (2004)
- Graven (tv-serie, 2004-2005)
- Wallander (tv-serie, 2005)
- Små mirakler og store (2006)
- Kronprinsessen (tv-serie, 2006)
- Gangster (2007)
- Kongemordet (tv-serie, 2008)
- Hotel Krølle På Halen (tv-serie, 2010)
- Anno 1790 (tv-serie, 2011)
- Nobels testamente (2012)
- LasseMajas Detektivbureau: Von Broms hemmelighed (2013)
- En forbandet god jul (2015)
- Mord i Skærgården (tv-serie, 2018)
- Stackars djur (kortfilm, 2018)
- Fartblind (tv-serie, 2019)
- Tove (2020)
- Clark (tv-serie, 2022)
- Kodenavn: Annika (tv-serie, 2023)
- Den som dræber - Fanget af mørket (tv-serie, 2024)